# Cosnes-et-Romain
Cosnes-et-Romain és un municipi francès situat al departament de Meurthe i Mosel·la i a la regió del Gran Est. L'any 2007 tenia 2.211 habitants.

## Demografia

### Població
El 2007 la població de fet de Cosnes-et-Romain era de 2.211 persones. Hi havia 894 famílies, de les quals 201 eren unipersonals (72 homes vivint sols i 129 dones vivint soles), 323 parelles sense fills, 320 parelles amb fills i 50 famílies monoparentals amb fills.
La població ha evolucionat segons el següent gràfic:
Habitants censats

### Habitatges
El 2007 hi havia 959 habitatges, 905 eren l'habitatge principal de la família, 6 eren segones residències i 47 estaven desocupats. 844 eren cases i 115 eren apartaments. Dels 905 habitatges principals, 765 estaven ocupats pels seus propietaris, 128 estaven llogats i ocupats pels llogaters i 12 estaven cedits a títol gratuït; 9 tenien una cambra, 34 en tenien dues, 86 en tenien tres, 206 en tenien quatre i 570 en tenien cinc o més. 768 habitatges disposaven pel capbaix d'una plaça de pàrquing. A 321 habitatges hi havia un automòbil i a 507 n'hi havia dos o més.

### Piràmide de població
La piràmide de població per edats i sexe el 2009 era:
| Homes | Edats   | Dones |
| ----- | ------- | ----- |
| 0     | 95 o +  | 0     |
| 0     | 90 a 94 | 16    |
| 4     | 85 a 89 | 12    |
| 8     | 80 a 84 | 24    |
| 16    | 75 a 79 | 24    |
| 36    | 70 a 74 | 28    |
| 40    | 65 a 69 | 64    |
| 44    | 60 a 64 | 56    |
| 32    | 55 a 59 | 48    |
| 108   | 50 a 54 | 88    |
| 100   | 45 a 49 | 120   |
| 84    | 40 a 44 | 60    |
| 108   | 35 a 39 | 112   |
| 52    | 30 a 34 | 72    |
| 48    | 25 a 29 | 52    |
| 60    | 20 a 24 | 28    |
| 84    | 15 a 19 | 52    |
| 104   | 10 a 14 | 76    |
| 52    | 5 a 9   | 88    |
| 24    | 0 a 4   | 56    |

## Economia
El 2007 la població en edat de treballar era de 1.515 persones, 1.111 eren actives i 404 eren inactives. De les 1.111 persones actives 1.038 estaven ocupades (558 homes i 480 dones) i 72 estaven aturades (40 homes i 32 dones). De les 404 persones inactives 152 estaven jubilades, 113 estaven estudiant i 139 estaven classificades com a «altres inactius».

### Ingressos
El 2009 a Cosnes-et-Romain hi havia 962 unitats fiscals que integraven 2.414,5 persones, la mediana anual d'ingressos fiscals per persona era de 22.267 €.

### Activitats econòmiques
Dels 111 establiments que hi havia el 2007, 4 eren d'empreses extractives, 2 d'empreses alimentàries, 3 d'empreses de fabricació de material elèctric, 2 d'empreses de fabricació d'elements pel transport, 8 d'empreses de fabricació d'altres productes industrials, 19 d'empreses de construcció, 21 d'empreses de comerç i reparació d'automòbils, 4 d'empreses de transport, 2 d'empreses d'hostatgeria i restauració, 4 d'empreses d'informació i comunicació, 3 d'empreses financeres, 10 d'empreses immobiliàries, 20 d'empreses de serveis, 6 d'entitats de l'administració pública i 3 d'empreses classificades com a «altres activitats de serveis».
Dels 23 establiments de servei als particulars que hi havia el 2009, 2 eren tallers de reparació d'automòbils i de material agrícola, 1 taller d'inspecció tècnica de vehicles, 1 autoescola, 2 paletes, 1 guixaire pintor, 5 fusteries, 3 lampisteries, 1 electricista, 3 empreses de construcció, 1 perruqueria, 1 restaurant, 1 agència immobiliària i 1 saló de bellesa.
Dels 9 establiments comercials que hi havia el 2009, 1 era un hipermercat, 1 un supermercat, 1 una botiga de més de 120 m², 1 una botiga de menys de 120 m², 1 una fleca, 1 una peixateria, 1 una llibreria, 1 una botiga d'equipament de la llar i 1 una botiga de material esportiu.
L'any 2000 a Cosnes-et-Romain hi havia 10 explotacions agrícoles que ocupaven un total de 608 hectàrees.

## Equipaments sanitaris i escolars
L'únic equipament sanitari que hi havia el 2009 era una farmàcia.
El 2009 hi havia 2 escoles maternals i 1 escola elemental.
```
Disposava d'un institut universitari.
```

## Poblacions més properes
El següent diagrama mostra les poblacions més properes.